# 甄志強
甄志強（英語：Lawrence Yan Chi Keung，1966年9月17日—），綽號「小強」，香港男演員及商人。他出身於香港無線電視武術藝員訓練班，約滿離職無綫電視後，從事時裝模特兒廣告，1991年參與全港模特兒大賽，獲得四項大獎。由於外型高大，1993年加盟亞視成為一線小生。首個電視作品《溶情劫》創下亞視全年收視紀錄。適逢當年亞視有一輪古裝劇攻勢，於是甄志強的出現起到很大作用，深受當年的監製如蕭笙、楊紹鴻、蕭建鏗與冼志偉等人讚賞，由其是古裝劇，且以新人來說表現突出、外型健碩、能文能武、亦正亦邪和演技精堪，深得不少觀眾讚賞及認同，好評如潮。現在以自由身參與拍攝劇集。

## 背景

### 早年生活
甄志強生於基層家庭，早年於九龍秀茂坪徙置區的徙置大廈長大。他畢業於昔日位於該區的基督教宣道會宣基學校（現為基督教宣道會宣基小學），後分別就讀聖思定英文中學、模範英文中學、香港浸會學院及取得中國北京大學證書。青年時期的甄志强曾積極參與各類公益和服務性活動，例如童軍運動。曾於1982年代表童軍旅團奪得「全港海童軍錦標賽」和「海童軍嘉爾頓錦標賽」兩項冠軍。後在1986年代表香港童軍總會樂隊出席過兩次國內和香港舉辦的中西文化音樂交流演出，並於同年獲委任為香港童軍總會樂隊指揮。除此之外，甄志强亦參與各項體育運動，例如於1989年成為香港跆拳道代表隊（中量級別）首席成員，在同年底代表香港參加於韓國首都舉行的「第九屆世界跆拳道錦標賽」。

### 發展演藝事業
甄志強在1989年被無綫電視簽為合約武術藝員訓練班學員。當時成龍成家班成員兼美國荷李活導演及荷李活特技演員公會導演鄭繼宗是其同期武術藝員訓練班的同學。未加入電視台之前，甄志強曾是香港富麗華酒店的部門副主管。因得到酒店管理層的培訓資助，所以可於晚間於香港浸會學院攻讀酒店管理文憑課程。及後投身演藝事業。不久在偶然機會下，被發掘成為廣告模特兒。當時曾被雜誌選為其中一名「香港十大名模」。既參與過香港時裝節，又在1989年「全港超级模特大赛」上取得冠軍、最上鏡、最佳體態、最佳表現和最具實力獎。其後接拍了多個電視廣告，包括嘉士伯啤酒、金雅典抽油煙機、威露士提子汁、星晨旅遊、麥當奴、Citibank Visa、Pizza Hut、美麗華旅運等。考虑到长遠的发展，結果在1993年獲邀加入亞洲電視。其首个电视作品為《新香港奇案》。由於甄志强表現出色且收視紀綠良好，於是獲亞視重用。直至2000年代初，他轉投無綫電視。在2009年约满离开无线电视後，于深圳经营一家餐馆。但他於2016年結束上海的生意，回港參與慈善及公益活動。甄志強於2018年創立「香港藝苗會」，以培訓各類演藝文化藝術及體育運動的年青人。之後在2019年初，負責制作音樂劇《難兄難弟》；該舞台劇目為香港首個把芭蕾舞及拉丁舞結合而成的演出，獲得好評。

### 演藝以外動向
甄志強是一名高爾夫球教練，曾獲得業餘比賽獎項。他於1997年接觸該項運動。於2002年考獲美國高爾夫球教練聯盟的初級教練資格，2003年於世界高爾夫球教練聯盟世界杯賽事，入選前八名代表亞洲高爾夫球教練隊挑戰歐洲教練隊，並於同年考獲一級首席教練資格，參與教導高爾夫球教練的培訓工作。此外，又被選為亞洲中國香港區總栽。甄志強於2004年被中國高爾夫球雜誌邀請擔任該年度「小強高爾夫」的專欄作家。2006年，被推選入香港職業高爾夫球（HKPG）見習教練。

## 演出作品

### 電視劇（無綫電視）
- 人在邊緣 (1990) 飾 盤叔手下
- 暴風姊妹情(1990) 飾
- 烏金血劍(1990) 飾 大師兄
- 今生無悔（1991）飾
- 藍色風暴(1991) 飾 神秘人
- 人．鬼．狐 (1992) 飾
- 皆大歡喜 (2003) 飾 Alex
- 無名天使3D (2004) 飾 Tom
- 青出於藍 (2004) 飾 伍育德
- 翻新大少 (2005) 飾 衛家明
- 潮爆大狀 (2006) 飾 袁定方
- 東方之珠 (2006) 飾 李志超
- 同事三分親 (2007-2008) 飾 李公子
- 通天幹探 (2007) 飾 Rock (卡堤天神教之教主)
- 法證先鋒II (2008) 飾 曹百川
- 律政新人王II (2008) 飾 彭宇琛
- 與敵同行 (2008) 飾 Jeff Wong
- 畢打自己人 (2008-2010) 飾 Richard李律師
- 桌球天王 (2009) 飾 歐陽健
- 驚艷一槍 (2012) 飾 宋徽宗

### 電視劇（亞洲電視）
- 新香港奇案 (溶尸案) (1993) 飾
- 勝者為王III王者之戰 (1993) 飾 蔣偉
- 皇家警案實錄 (1993)
- 包青天之殺母狀元 (1994) 饰 章玉涵
- 包青天之义胆柔情 (1994) 飾 杨云
- 岳飛傳 (1994) 飾 陸文龍
- 洪熙官 (電視劇) (1994) 飾 高进忠
- 碧血青天楊家將 (1994) 飾 展昭
- 碧血青天珍珠旗 (1994) 飾 展昭
- 宋氏姊妹 (1994)
- 郎心如鐵 （又名：失落真心）(1994) 饰 余家乐
- 九王奪位 (君臨天下) (1995) 飾 恂勤王胤禵
- 九王奪位 (君臨天下之血濺太和殿) (1995) 飾 恂勤王胤禵
- 女幹探（又名：辣手干探俏娇娃）(1995)
- 親親，親人 (1996) 飾 常大進
- 劍嘯江湖 (1997) 饰 楚江南
- 肥貓正傳 (1997) 飾 董世豪
- 雪花神劍 (1997) 饰 陈天相
- 国际刑警 (1997) 飾 周永謙
- 屋企有個肥大佬 (1997) 飾 駱志冲
- 流氓·律師 (1998) 飾 唐森
- 寶島春夢 (2000) 飾 馬英八
- 曲終情未了 (2000) 飾 姜　威
- 影城大亨 (2000) 飾 金波
- 世紀之戰 (2000) 飾 丁一野
- 與狼共枕 (2000) 飾 林景俊
- 美麗傳說 (2000) 飾 雷梓堅
- 祖先開眼 (2001) 飾 家　明
- 非常好警 (2001)
- 縱橫天下 (2001) 飾 鄭偉亮
- 有求必應 (2002) 飾 高向榮
- 搶槓夫妻 (2002) 飾 戴雄偉
- 八號巴士站站情 (2004) 飾 華龍

### 電視劇（ViuTV）
- 詭探 (2017) 飾 Tony

### 網劇
- PTU機動部隊 (2019)飾 元灝正

### 電影
- 基佬四十 (1996)
- 洪興十三妹 (1997)
- 超級無敵追女仔2 (1997)
- 沾血的铜锁 (1998)
- 鬼马神威 (2004)

### 广告
- 嘉士伯
- 新世界传讯
- CITIBANK
- 必胜客
- 星晨旅游
- 威路士提子汁
- 金雅典抽油烟机 1996
- 斯斯感冒胶囊 (台湾)
- 国宝珠宝1997

## 外部連結
- 甄志強的新浪微博